# Ліману (комуна)
Ліману (рум. Limanu) — комуна у повіті Констанца в Румунії. До складу комуни входять такі села (дані про населення за 2002 рік):
- 2 Май (2248 осіб)
- Вама-Веке (178 осіб)
- Ліману (2170 осіб) — адміністративний центр комуни
- Хаджієнь (151 особа)

Комуна розташована на відстані 206 км на схід від Бухареста, 42 км на південь від Констанци.

## Населення
За даними перепису населення 2002 року у комуні проживали 4747 осіб.
Національний склад населення комуни:
| Національність            | Кількість осіб | Відсоток |
| ------------------------- | -------------- | -------- |
| румуни                    | 4180           | 88,1%    |
| росіяни-липовани          | 297            | 6,3%     |
| татари                    | 186            | 3,9%     |
| цигани                    | 59             | 1,2%     |
| угорці                    | 13             | 0,3%     |
| турки                     | 8              | 0,2%     |
| українці                  | 1              | < 0,1%   |
| німці                     | 1              | < 0,1%   |
| поляки                    | 1              | < 0,1%   |
| не вказали національність | 1              | < 0,1%   |

Рідною мовою назвали:
| Мова                  | Кількість осіб | Відсоток |
| --------------------- | -------------- | -------- |
| румунська             | 4276           | 90,1%    |
| російська             | 216            | 4,6%     |
| татарська             | 176            | 3,7%     |
| циганська             | 60             | 1,3%     |
| угорська              | 10             | 0,2%     |
| турецька              | 7              | 0,1%     |
| німецька              | 1              | < 0,1%   |
| не вказали рідну мову | 1              | < 0,1%   |

Склад населення комуни за віросповіданням:
| Релігія                             | Кількість осіб | Відсоток |
| ----------------------------------- | -------------- | -------- |
| православні                         | 4235           | 89,2%    |
| старообрядці                        | 261            | 5,5%     |
| мусульмани                          | 195            | 4,1%     |
| баптисти                            | 22             | 0,5%     |
| п'ятдесятники                       | 13             | 0,3%     |
| римо-католики                       | 12             | 0,3%     |
| реформати                           | 3              | 0,1%     |
| греко-католики                      | 2              | < 0,1%   |
| бретрени                            | 1              | < 0,1%   |
| лютерани                            | 1              | < 0,1%   |
| лютерани (Аугсбурзького сповідання) | 1              | < 0,1%   |
| атеїсти                             | 1              | < 0,1%   |